# Queen Square (Londres)
Queen Square est un square du district de Bloomsbury dans le borough de Camden, à Londres. Sa construction eut lieu entre 1716 et 1725.

## Origine du nom
Le square s'appelait anciennement Queen Anne's Square (Square de la reine Anne) parce que l'on pensait (à tort) que la statue qui s'y trouve représentait la Reine Anne. On sait maintenant que cette statue est en fait à l'effigie de la Reine Charlotte, l'épouse de George III.
En effet, vers la fin de son règne, George III fut soigné pour une maladie mentale dans une maison de Queen Square. Le pub situé au coin sud ouest du square (à l'enseigne the Queen’s Larder) fut selon la légende utilisé par la reine Charlotte pour y garder la nourriture destinée à son mari durant son traitement.

## Bâtiments remarquables et lieux de mémoire

Vue de Queen Square, Bloomsbury en 1787. Vers le nord le terrain est libre jusqu'à Hampstead.

De nombreux bâtiments de Queen Square abritent des institutions de soins, de recherche ou d'administration dans le domaine de la santé. Deux hôpitaux, l'Hôpital Neurologique et Neurochirurgical National (National Hospital for Neurology and Neurosurgery, NHNN), souvent appelé à tort le « Queen Square Hospital » et l'Hôpital homéopathique royal de Londres (Royal London Homeopathic Hospital), occupent le côté est du square. L'institut de Neurologie (Institute of Neurology) qui appartient à l'University College de Londres (UCL), se trouve au coin nord est du square. L'ancien Institut de Santé Publique occupe la plus grande partie du côté nord. Son immeuble sert maintenant de centre administratif au NHNN et à l'Institut de Neurologie.
Plusieurs bâtiments du côté ouest du square sont destinés à la recherche médicale et font partie de l'Institut de Neurologie et d'autres département de l'UCL. Parmi eux, Alexandra House au numéro 17, qui abrite l'Institut de neurosciences cognitives (Institute of Cognitive Neuroscience) de l'UCL et l'unité de neurosciences informatiques Gatsby (Gatsby Computational Neuroscience Unit). Le département d'imagerie neuroscientifique Wellcome (Wellcome Department of Imaging Neuroscience) et le laboratoire d'imagerie fonctionnelle (Functional Imaging Laboratory, FIL) se situent au numéro 12. Les adresses « 8 à 11 Queen Square » correspondent à la maison de Sir Charles Symmonds (Sir Charles Symmonds House) qui héberge le centre de recherche sur la démence (Dementia Research Centre) au premier étage et des locaux de consultations externes du NHNN au second.
La partie sud du square est occupée par l'église de St George le Martyr (St George the Martyr Holborn) le centre Mary Ward (Mary Ward Centre) et l'ancien hôpital italien, qui fait à présent partie de l'hôpital de Great Ormond Street dont les bâtiments principaux se trouvent à proximité immédiate.

## Source
- (en) Cet article est partiellement ou en totalité issu de l’article de Wikipédia en anglais intitulé « Queen Square, London » (voir la liste des auteurs).